# حمد عبد الرضا
حمد عبد الرضا ممثل قطري.

## عن حياته
هو حمد عبد الله عبد الرضا هو شقيق الفنان ناصر عبد الرضا شارك في العديد من المسلسلات أبرزها حتى أشعار أخر ويوم آخر.

## أعمالة

### المسلسلات
- يوم آخر
- زمان الوصل
- ذي قار
- عيال الذيب
- أحلام البسطاء
- حتى إشعار آخر
- جميلة
- صار وش كان
- عفوا سيدي الوالد
- الوريث
- حلم شهريار
- أيام العمر

### المسرحيات
- الكابتن ماجد
- عرب 2000
- الاخطبوط و عروس البحر

### تأليف
- عودة الساحر شحتوت